# Neptis leucoporos
Neptis leucoporos är en fjärilsart som beskrevs av Hans Fruhstorfer 1908. Neptis leucoporos ingår i släktet Neptis och familjen praktfjärilar. Inga underarter finns listade i Catalogue of Life.